# Chrysobasis lucifer
Chrysobasis lucifer är en trollsländeart som beskrevs av Donnelly 1967. Chrysobasis lucifer ingår i släktet Chrysobasis och familjen dammflicksländor. IUCN kategoriserar arten globalt som livskraftig. Inga underarter finns listade i Catalogue of Life.